# Amphidium
Amphidium là một chi rêu trong họ Orthotrichaceae.